# Barry Larkin
Barry Louis Larkin (ur. 28 kwietnia 1964) – amerykański baseballista, który występował na pozycji łącznika przez 19 sezonów w Cincinnati Reds. Srebrny medalista z Igrzysk Olimpijskich w Los Angeles w 1984 roku.

## Przebieg kariery
Larkin studiował na University of Michigan, gdzie w latach 1984–1985 grał w drużynie Michigan Wolverines. W 1985 został wybrany w pierwszej rundzie draftu z numerem czwartym przez Cincinnati Reds i początkowo występował w klubach farmerskich tego zespołu, między innymi w Denver Zephyrs, reprezentującym poziom Triple-A. W Major League Baseball zadebiutował 13 sierpnia 1986 w meczu przeciwko San Francisco Giants jako pinch hitter, w którym zaliczył RBI. Dwa lata później po raz pierwszy wystąpił w Meczu Gwiazd.
W 1990 wystąpił we wszystkich meczach World Series, w których Reds pokonali Oakland Athletics 4–0. W sezonie 1995 otrzymał nagrodę MVP National League, zaś rok później zdobywając 33 home runy i 36 skradzionych baz, wstąpił do Klubu 30–30. Karierę zakończył w 2004 roku. W maju 2010 numer 16, z którym grał w zespole uniwersyteckim Michigan Wolverines, został zatrzeżony. W 2012 został wybrany do Galerii Sław Baseballu.

## Nagrody i wyróżnienia
| Nagroda/wyróżnienie         | Lata                                                                   | Źródło |
| MVP National League         | 1995                                                                   | [ 7 ]  |
| 12× All-Star                | 1988, 1989, 1990, 1991, 1993, 1994, 1995, 1996, 1997, 1999, 2000, 2004 | [ 3 ]  |
| 3× Gold Glove Award         | 1994–1996                                                              | [ 3 ]  |
| 9× Silver Slugger Award     | 1988–1992, 1995–1996, 1998–1999                                        | [ 3 ]  |
| Zwycięzca w World Series    | 1990                                                                   | [ 6 ]  |
| Roberto Clemente Award      | 1993                                                                   | [ 10 ] |
| Lou Gehrig Memorial Award   | 1994                                                                   | [ 11 ] |
| 30–30 club                  |                                                                        | [ 8 ]  |
| Baseball Hall of Fame       | od 2012                                                                | [ 9 ]  |
| # 11 zastrzeżony przez Reds | 2012                                                                   | [ 12 ] |